# Tematangi
Tematangi és un atol de les Tuamotu, a la Polinèsia Francesa, inclòs a la comuna de Tureia. Està situat al sud-est de l'arxipèlag, a 160 km a l'oest de Moruroa, l'atol més proper.

## Geografia
L'atol té una forma quasi triangular, d'11,5 per 7 km. La superfície terrestre és de 7,7 km². La llacuna interior és profunda sense cap pas obert a l'oceà. Té una superfície de 61 km². És habitat esporàdicament.
Està situat als antípodes de la Meca.

## Història
Va ser descobert per l'anglès William Bligh, el 1792 en el seu segon viatge després de patir l'amotinament del Bounty, i l'anomenà Lagoon Island. També era anomenat Bligh's Lagoon per diferenciar-lo de Cook's Lagoon (Vahitahi).